# 2 アンリミテッド

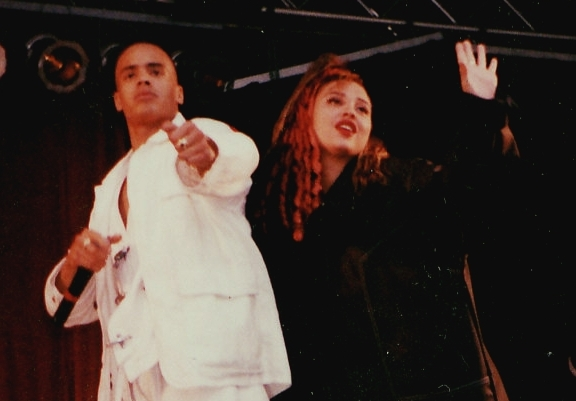
2 アンリミテッド

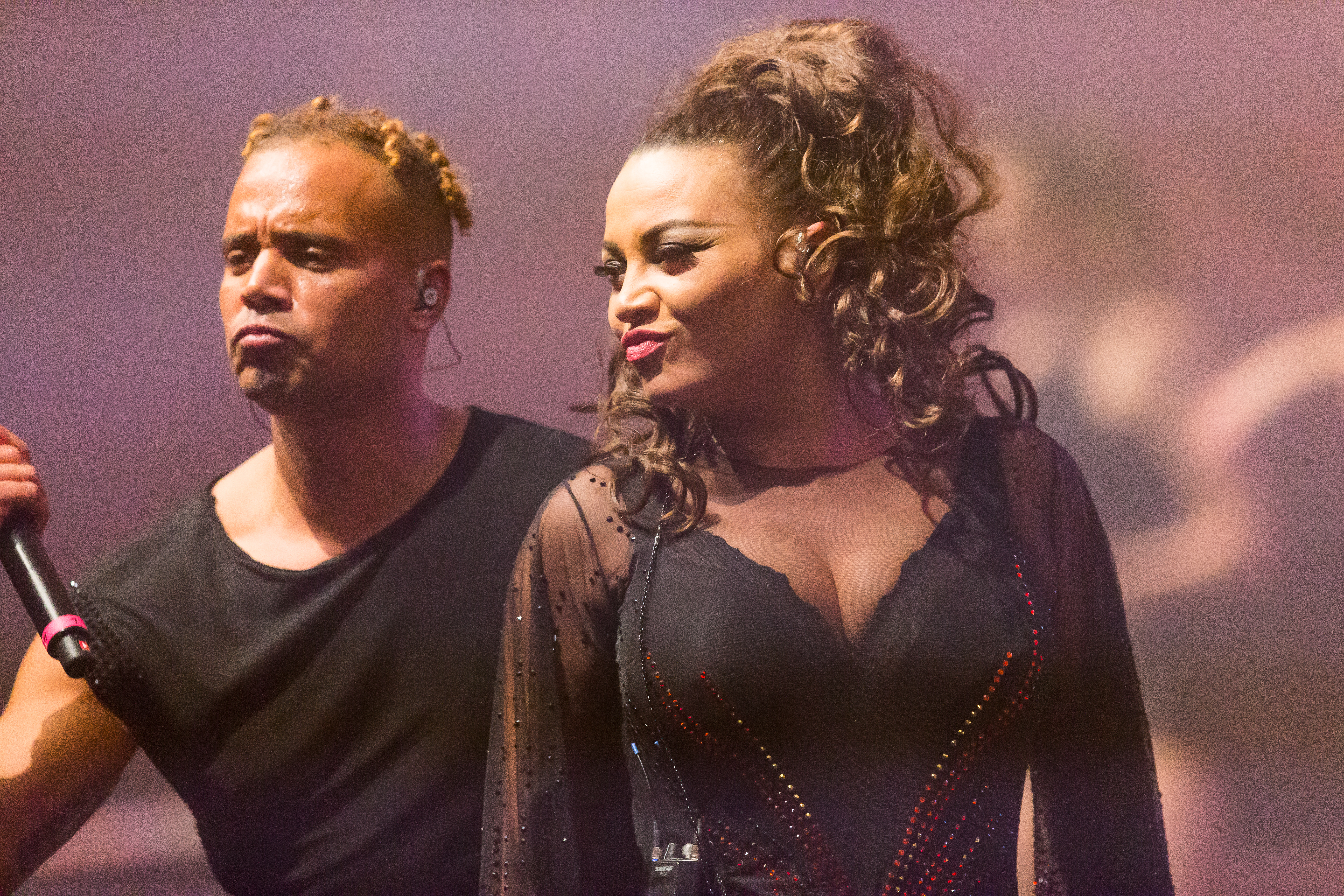
Ray & Anita live, 2016

2 Unlimited（トゥー・アンリミテッド）は1991年にベルギー出身のプロデューサー、ジャン・ポール・デコスタ（Jean-Paul DeCoster）とT99で活動したフィル・ワイルド（Phil Wilde）を中心にメンバーが集結し結成された、ハードコアテクノに関する制作プロジェクトである。ベルギーで1988年から1989年に掛けて流行したニュービートのスタイルを、ポピュラー寄りに進化させた。

## メンバー
1991年～1996年にはラッパーのRay Slijngaard（男性） 、ヴォーカルのアニタ・ドス（女性）の2人のスリナム系オランダ人がフロントマンを担当。
1998年～1999年にはRomy van OoijenとMarjon van Iwaardenの二人のオランダ人女性（白人）がボーカルとしてフロントマンを担当。
2009年にレイとアニタで"Ray & Anita"として実質的に再結成を果たす。
2010年1月11日にAnitaが乳がんにかかっていることを発表。現在、治療休養中。

## 来歴
レイとアニタの2人は、ベルギー出身のフィル・ワイルドとジャン・ポール・デコスタのプロデューサー・チームによって見出され、1991年にシングル「GET READY FOR THIS」でデビュー。
ニュービートから受け継いだ重低音を含むシンセベースと、アシッド感を持つ軽快なシンセブラスを駆使したダンサブルなサウンドは、各国で大ブレイク。ハードコアテクノブームの立役者としてヒットを連発し、1992年のアルバム「Get Ready!」はヨーロッパ各国で驚異的なセールスを記録した。続けて1993年のセカンド・アルバム「No Limits」、1994年のサード・アルバム「Real Things」も世界でヒットした。
日本でも当時大流行だったディスコ・ジュリアナ東京を中心に大ブレイクした。東京ドームでもコンサートが開催される程であった。彼らの音やメンバー構成は、積極的に洋楽の流行をJ-POPに翻訳した小室哲哉にも影響を与えており、1995年に活動を開始し、日本国内で大ヒットを飛ばしたglobeの着想元にもなっている。
ちなみに、1993年に1位を獲得した「No limit」は、フジテレビ系深夜音楽番組『BEAT UK』でもNo.1を獲得。この時期に人気を博していた吉本印天然素材にも、テーマ曲のように使用されていた。
1996年にレイとアニタが脱退。1998年には、女性2人がボーカルを担当する形態となり、ヨーロッパでは「Wanna Get Up」をヒットさせるが、レイとアニタがいた頃の輝きはなく、99年に解散。
その後、2000年代に入ってからもremixアルバムが売れ続け、トランスブームによって再び注目されている。レイとアニタはヨーロッパのビッグ・フェスティバル等に呼ばれ、2 Unlimitedのかつてのヒット曲は大人気となっている。
初期にリリースしたアルバムの最後には、数々のヒット曲とは対照的な、透き通るようなバラードを入れていた。こちらは一聴すると1980年代AOR的であるが、1990年代の楽曲らしくラップが主体となり、歌唱のメロディラインも暖かくポップな物になっている。初期バラード作品の殆どはシングルではリリースされていない。初期バラードの曲目リストはen:Eternally Yours (2 Unlimited song)に記載されている。
2020年代でも「Get Ready for This」などが日本のバラエティ番組のBGMとして使われる事がある。

## 代表曲
- Get Ready for This（1991年、2位）
- Twilight Zone（1992年、2位）
- Workaholic（1992年、4位）
- The Magic Friend（1992年、11位）
- No Limit（1993年、1位）
- Tribal Dance（1993年、4位）
- Faces（1993年、8位）
- Maximum Overdrive（1993年、15位）
- Let the Beat Control Your Body（1994年、6位）
- The Real Thing（1994年、6位）
- No One（1994年、17位）
- Here I Go（1995年、22位）
- Do What's Good for Me（1995年、16位）
- Wanna Get Up（1998年、38位）

※ 順位は全英週間シングルチャートの最高位